# 中國歸還者聯絡會
中国归还者联络会（日语：中国帰還者連絡会）為以战争犯罪关押在中國战犯管理所的舊日本軍軍人於释放遣返歸國後於1957年9月24日所組成的團体。简称为中归联（中帰連／ちゅうきれん）。會員資格為「侵略中國之戰犯、而中國以寛大政策使其歸國之人」，首任會長為前侵华日军陆军中将藤田茂。“中归联”于2002年解散。

## 起源
中国抗日战争时期旧日本军军人在中国有战争犯罪嫌疑而被中华人民共和国政府拘留了1109名嫌疑人，其中，抚顺战犯管理所监狱关押969名；太原战犯管理所监狱关押140名。抚顺战犯管理所收容的是在中国东北地区被苏联军队俘获后，经过西伯利亚拘留，在1950年被移送到中国；太原战犯管理所收容的是在抗日战争结束后国共内战中加入中華民國國軍，被中国共产党军队所俘。
中华人民共和国政府设置战犯管理所的待遇与在西伯利亚拘留时期不同，食物营养丰富，病人或受伤的人得到周到照顾，卫生、文化生活有保障。另一方面，根据在战争中日本军队众多的非人道的犯罪行为的见证，实行对战犯嫌疑人的侵华罪行进行了反省、自供認罪。
根据1956年4月《全国人民代表大会常务委员会关于处理在押日本侵略中国战争中犯罪分子的决定》，6月到7月间，在山西省太原市与辽宁省沈阳市设立最高人民法院特别军事法庭，对45名战犯嫌疑人进行了审判。除此以外的1064名由战犯管理所内的临时法庭判決“免除起诉，立即释放”。
1957年9月24日，由部分被特赦释放回国者建立“中国归还者联络会”，以“和平”“反战”“日中友好”为宗旨。首任会长是藤田茂。

## 活動
對於731部隊、南京大屠殺及強制連行等之戰爭罪行，以積極的証言活动及証人見證二者結合之宣導活動來傳布於世。在日本国内各地进行巡回演讲、执笔著述。1957年该会协助日本红十字会送还中国遇难劳工遗骨。
對於上述活動，也有田邊敏雄（平頂山慘案為撫順守備隊中隊長川上精一陸軍大尉的女婿）主张認為，於抚顺战犯管理所抑留舊日本軍人來被中國一方進行所謂的“洗腦”。
1988年10月22日，“中归联”捐款在抚顺战犯管理所旧址建造了一座“向抗日殉难烈士谢罪碑”。
由于成员老去或陆续故去，2002年本會之全國性組織解散，再以撫順奇蹟受領承繼會繼續活動傳承。

### 引用
1. ↑  中国归还者联络会 （页面存档备份，存于），中国人民抗日战争纪念馆官方网站。
2. ↑  田辺敏雄著『検証 旧日本軍の「悪行」―歪められた歴史像を見直す』自由社

## 外部連結
- 季刊 中帰連（页面存档备份，存于）
- 「脱・洗脳史講座」 田辺敏雄之網頁（页面存档备份，存于）